# Dolores (Buenos Aires)
Dolores ist der Verwaltungssitz des Partidos Dolores in der Provinz Buenos Aires und hat ungefähr 26.000 Einwohner. Landwirtschaft, Viehzucht und Handel sind die bestimmenden Wirtschaftszweige der Stadt.

## Geschichte
Dolores war die erste Stadt, welche nach der Unabhängigkeitserklärung  Argentiniens 1817 gegründet wurde, um eine Barriere gegen die indigene Bevölkerung zu schaffen und diese südlich des Flusses Salado zu halten.

## Verkehr
Die Stadt liegt an der Autovía 2, welche Buenos Aires mit Mar del Plata verbindet, weiterhin an der Ruta Provincial 63.
Dolores liegt an der Bahnstrecke vom Bahnhof Constitución nach Mar del Plata und wird zweimal täglich mit Personenverkehr bedient.

## Persönlichkeiten
- Ailén Armada (* 1998), Leichtathletin
- Graciela Borges, Schauspielerin
- José Luis Cabezas, Reporter und Fotograf
- Jorge Olguín, Fußballspieler
- Ivan Vučetić, Kriminologe